# Silvertide
Silvertide fue un grupo estadounidense de hard rock y post grunge formado en Filadelfia, Pennsylvania en 2001, y disuelto en 2009.
El grupo estaba conformado por Walt Lafty (vocales), Nick Perri (guitarra), Mark Melchiorre, Jr. (guitarra), Kevin Frank (batería) y Brian Weaver (bajo).

## Historia
Silvertide se formó en enero de 2001, en el noreste de Filadelfia, con Walt Lafty (vocales), Nick Perri (guitarra), Mark Melchiorre, Jr. (guitarra), Kevin Frank (batería) y Brian Weaver (bajo) y solo seis meses después de su formación fueron contactados por Aerosmith para la apertura de una gira mundial. 
En un primer momento, Silvertide (llamados originalmente Vertigo) firmaron un contrato con el sello discográfico J Records, y lanzaron su primer EP, titulado American Excess, en 2003. Su primer álbum, Show and Tell, fue lanzado en 2004 y producido por David Ivory.
Después de la finalización de su álbum debut en 2004, Silvertide salió de gira y recorrió los Estados Unidos hasta el año 2006. Lo más notable es el apoyo principal de los grupos Van Halen, Velvet Revolver, y Motley Crue en el verano de 2004. Ese mismo año, Silvertide apareció en la banda sonora con sus cover de Bob Dylan "Maggie's Farm" y la canción "It Ain't Me, Babe". 
En febrero de 2006, la banda hizo su segunda aparición en la portada de la revista Origivation. La sesión de fotos se llevó a cabo mientras la banda estaba en la preproducción de su próximo álbum. 
Silvertide siguió con sus presentaciones en vivo a pesar de la salida temporal del guitarrista y miembro fundador Nick Perri, quien decidió salir de gira con Perry Farrell, Shinedown, y Matt Sorum. El guitarrista "Evil Rob" de la banda con sede en Filadelfia, Pepper's Ghost, y viejo amigo de la banda, fue llamado para reemplazar a Perri en numerosas ocasiones. 
En una entrevista en WMMR, la banda reveló que había grabado 25 demos para el próximo álbum. Se bromeó sobre el título del álbum, diciendo que sería llamado Kill the Coyote, y habló de dos demos llamados "Still Breathing" y "Hey Now".
En 2006, el grupo se preparaba para lanzar un nuevo sitio web para satisfacer las demandas de sus fanes con videos en vivo y grabaciones, así como noticias sobre las fechas y galerías de fotos. Esto prolongó más la salida de un álbum que se esperaba en octubre, el cual no salió a la venta por la posterior separación de los miembros del grupo en 2009.

## Otros proyectos
El 22 de enero de 2009, el vocalista Walt Lafty y el bajista Brian Lafty Weaver, de Silvertide, comenzaron una nueva banda llamada Automatic Fire con el guitarrista Evil Rob del grupo musical Pepper's Ghost y junto con el baterista Brian Kilian del conjunto Dave Pittinger Band. La banda se disolvió en septiembre de 2010. 
En octubre de 2010 se anunció que los exmiembros Silvertide Nick Perri y Lafty Walt se habían reunido para formar la nueva banda de rock llamada Sinai.

## Discografía

### Álbumes de estudio
| Año  | Álbum                                                                    |
| ---- | ------------------------------------------------------------------------ |
| 2003 | American Express EP - Lanzamiento: 24 de mayo de 2003 - Sello: J Records |
| 2004 | Show and Tell - Lanzamiento: 21 de abril de 2004 - Sello: J Records      |

### Sencillos
| Año  | Título              | Posiciones         | Álbum         |
| Año  | Título              | US Mainstream Rock | Álbum         |
| ---- | ------------------- | ------------------ | ------------- |
| 2004 | "Ain't Comin' Home" | 6                  | Show and Tell |
| 2004 | "California Rain"   | -                  | Show and Tell |
| 2005 | "Blue Jeans"        | 12                 | Show and Tell |
| 2005 | "Devil's Daughter"  | 18                 | Show and Tell |

## Miembros
- Walt Lafty - vocales (2001 - 2009)
- Nick Perri - guitarra (2001 - 2009)
- Mark Melchiorre, Jr.  - guitarra (2001 - 2009)
- Kevin Frank - batería (2001 - 2009)
- Brian Weaver - bajo (2001 - 2009)

## Cronología
| Inicio       | Inicio | Inicio | 2001 | 2001 | 2001 | 2003 | 2003 | 2003 | 2005 | 2005 | 2005 | 2007 | 2007 | 2007 | 2009 | 2009 | 2009 |
| Walt Lafty   |        |        |      |      |      |      |      |      |      |      |      |      |      |      |      |      |      |
| Kevin Frank  |        |        |      |      |      |      |      |      |      |      |      |      |      |      |      |      |      |
| Nick Perri   |        |        |      |      |      |      |      |      |      |      |      |      |      |      |      |      |      |
| Kevin Frank  |        |        |      |      |      |      |      |      |      |      |      |      |      |      |      |      |      |
| Brian Weaver |        |        |      |      |      |      |      |      |      |      |      |      |      |      |      |      |      |

|  | Voz y Guitarra |  | Bajo |  | Guitarra |  | Batería |  | Guitarra secundaria |